# Delomerista pfankuchi
Delomerista pfankuchi är en stekelart som beskrevs av Brauns 1905. Delomerista pfankuchi ingår i släktet Delomerista och familjen brokparasitsteklar. Arten är reproducerande i Sverige. Inga underarter finns listade i Catalogue of Life.